# سیارک ۲۶۵۰۰
سیارک ۲۶۵۰۰ (به انگلیسی: 26500 Toshiohino، نامگذاری:2000CC2) بیست و شش هزار و پانصدمین سیارک کشف شده‌است که در ۲ فوریه ۲۰۰۰ کشف شد.
قدر مطلق سیارک برابر ۲۴.۵ است.